# 58 (tal)
58 (otteoghalvtreds, på checks også femtiotte) er det naturlige tal som kommer efter 57 og efterfølges af 59.

## Inden for videnskab
- 58 Concordia, asteroide
- M58, spiralgalakse i Jomfruen, Messiers katalog

## Eksterne links
- Wikimedia Commons har flere filer relateret til 58 (tal)